# Heleno Nunes
Heleno de Barros Nunes (Teresópolis, 1917 — Rio de Janeiro, 3 de março de 1984) foi um militar (almirante) e dirigente esportivo brasileiro. Era irmão do também militar e basquetebolista Antônio Luiz de Barros Nunes.
Foi presidente da Confederação Brasileira de Desportos entre os anos de 1975 e 1979, e da Confederação Brasileira de Futebol de 1979 a 1980. Em setembro de 1979 a CBD se tornou a CBF por exigência da FIFA. Heleno de Barros Nunes comanda a nova confederação até novas eleições em 1980, sendo portanto o dirigente na fase de transição.
Foi o mentor da Granja Comary.

## Homenagens
- Centro de Treinamento Almirante Heleno de Barros Nunes (ct de propriedade do Vasco da Gama, inaugurado em 2006)
- Torneio Heleno Nunes (1984, torneio nacional)
- Torneio Heleno Nunes (1978, torneio estadual paraibano)[3]
- Troféu Heleno Nunes (módulo Azul do Campeonato Brasileiro de 1987 - Série B).